# Liste des gouverneurs du Queensland

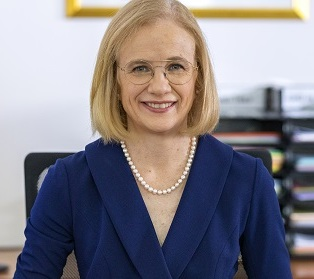
Jeannette Young est gouverneure du Queensland depuis 2021.

Cet article présente la liste les gouverneurs de l'État australien du Queensland.

## Liste
1. Sir  George Bowen (1859–1868)
2. Samuel Blackall (1868–1871)
3. George Augustus Constantine Phipps, 2e marquis de Normanby (1871–1874)
4. William Cairns (1875–1877)
5. Arthur Edward Kennedy (1877–1883)
6. Sir Anthony Musgrave (1883–1889)
7. Général Sir Henry Norman (1889–1895)
8. Charles Cochrane-Baillie (2e baron Lamington) (1896–1901)
9. Général de division Sir Herbert Chermside (1902–1904)
10. Frederic Thesiger, 3e baron Chelmsford (1905–1909)
11. William MacGregor (1909–1914)
12. Hamilton Goold-Adams (1915–1920)
13. Matthew Nathan (1920–1925)
14. Sir Thomas Goodwinn (1927–1932)
15. Leslie Wilson (1932–1937, 1937–1946)
16. John Lavarack (1946–1957)
17. Henry Abel Smith (1958–1966)
18. Alan Mansfield (1966–1972)
19. Colin Hannah (1972–1977)
20. James Ramsay (1977–1985)
21. Walter Campbell (1985–1992)
22. Leneen Forde (1992–1997)
23. Peter Arnison (1997–2003)
24. Quentin Bryce (2003—2008)
25. Penelope Wensley (2008—2014)
26. Paul de Jersey (2014-2021)
27. Jeannette Young (depuis 2021)

## Sources
- (en) Cet article est partiellement ou en totalité issu de l’article de Wikipédia en anglais intitulé « Governor of Queensland » (voir la liste des auteurs).

## Compléments